# Тихонов, Сергей Сергеевич (хоккеист)
Сергей Сергеевич Тихонов (род. 12 февраля 1977, Подольск, Московская область) — российский хоккеист, защитник. Мастер спорта России.

## Биография
Воспитанник СДЮШОР «Динамо» Москва. В сезоне 1993/94 дебютировал за «Динамо-2». За первую команду провёл три матча в сезонах 1994/95 и 1996/97. Выступал за клубы ХК ЦСКА (1996/97 — 1998/99), «Витязь» Подольск — Чехов (1999/2000 — 2000/01, 2004/05), «Капитан» Ступино (2001/02), ЦСКА (2001/02), «Химик» Воскресенск (2002/03), «МГУ-Пингвины» (2002/03), «Химволокно» Могилёв (Белоруссия, 2002/03 — 2003/04), «Титан» Клин (2003/04), «Спутник» Нижний Тагил (2004/05 — 2006/07), «Нефтяник» Лениногорск (2007/08), «Торос» Нефтекамск (2008/09), «Дизель» Пенза (2009/10 — 2011/12), «Буран» Воронеж (2011/12).
Третий призёр чемпионата Белоруссии (2003).
Тренер в школах «Метеор» Москва (2013—2014), «Звезда» Серпухов (2016—2017).